# Grand Prix Monaka 2005

Grand Prix Monaka LXIII Grand Prix Automobile de Monaco
- 22. květen 2005
- Okruh Monte Carlo
- 78 kol x 3,340 km = 260,520 km
- 737. Grand Prix
- 4. vítězství Kimi Räikkönena
- 140. vítězství pro McLaren

## Výsledky
| Pozice | Jezdec               | Vůz            | Čas         |
| ------ | -------------------- | -------------- | ----------- |
| 1      | Kimi Räikkönen       | McLaren MP4/20 | 1h45:15"556 |
| 2      | Nick Heidfeld        | Williams FW 27 | á 0:13"877  |
| 3      | Mark Webber          | Williams FW 27 | á 0:18"484  |
| 4      | Fernando Alonso      | Renault R 25   | á 0:36"487  |
| 5      | Juan Pablo Montoya   | McLaren MP4/20 | á 0:36"647  |
| 6      | Ralf Schumacher      | Toyota TF 105  | á 0:37"177  |
| 7      | Michael Schumacher   | Ferrari F 2005 | á 0:37"223  |
| 8      | Rubens Barrichello   | Ferrari F 2005 | á 0:37"570  |
| 9      | Felipe Massa         | Sauber C 24    | á 1 kolo    |
| 10     | Jarno Trulli         | Toyota TF 105  | á 1 kolo    |
| 11     | Jacques Villeneuve   | Sauber C 24    | á 1 kolo    |
| 12     | Giancarlo Fisichella | Renault R 25   | á 1 kolo    |
| 13     | Tiago Monteiro       | Jordan EJ 15   | á 3 kola    |
| 14     | Christijan Albers    | Minardi PS 05  | á 5 kol     |
| Kolo   | Odstoupili           | -              | -           |
| 59     | Vitantonio Liuzzi    | Red Bull RB 1  | Pneumatiky  |
| 29     | Patrick Friesacher   | Minardi PS 05  | Nehoda      |
| 23     | David Coulthard      | Red Bull RB 1  | Spojka      |
| 18     | Narain Karthikeyan   | Jordan EJ 15   | Hydraulika  |

### Nejrychlejší kolo
- Michael SCHUMACHER Ferrari 	1'15842 - 158.540 km/h

### Vedení v závodě
- 1-78 kolo Kimi Räikkönen

### Postavení na startu
- Červeně – výměna motoru / posunutí o 10 příček na startu

| 1. řada | 2                    | 1                  |
|         | Fernando Alonso      | Kimi Räikkönen     |
|         | Renault              | McLaren            |
|         | 2'30406              | 2'30323            |
| 2. řada | 4                    | 3                  |
|         | Giancarlo Fisichella | Mark Webber        |
|         | Renault              | Williams           |
|         | 2'32100              | 2'31656            |
| 3. řada | 6                    | 5                  |
|         | Nick Heidfeld        | Jarno Trulli       |
|         | Williams             | Toyota             |
|         | 2'32883              | 2'32590            |
| 4. řada | 8                    | 7                  |
|         | Michael Schumacher   | David Coulthard    |
|         | Ferrari              | Red Bull           |
|         | 2'34736              | 2'33867            |
| 5. řada | 10                   | 9                  |
|         | Rubens Barrichello   | Jacques Villeneuve |
|         | Ferrari              | Sauber             |
|         | 2'34983              | 2'34936            |
| 6. řada | 12                   | 11                 |
|         | Vitantonio Liuzzi    | Felipe Massa       |
|         | Red Bull             | Sauber             |
|         | 2'37152              | 2'35120            |
| 7. řada | 14                   | 13                 |
|         | Christijan Albers    | Patrick Friesacher |
|         | Minardi              | Minardi            |
|         | 2'42206              | 2'40810            |
| 8. řada | 16                   | 15                 |
|         | Juan Pablo Montoya   | Tiago Monteiro     |
|         | McLaren              | Jordan             |
|         | - -- ---             | 2'43078            |
| 9. řada | 18                   | 17                 |
|         | Ralf Schumacher      | Narain Karthikeyan |
|         | Toyota               | Jordan             |
|         | - -- ---             | - -- ---           |
| ------- | -------------------- | ------------------ |

### Zajímavosti
- Mark Webber slavil své první podium kariéry
- 200 GP pro motor Mercedes
- Motor Mercedes absolvoval 3000 kol v čele závodu.
- 3 pole position v řadě po sobě pro Kimi Raikkonena